# Claus Biederstaedt
Claus Biederstaedt (Stargard, 1928. június 28. – 2020. június 18.) német színész.

## Fontosabb filmjei
Mozifilmek
- A nagy kísértés (Die große Versuchung) (1952)
- Arlette erobert Paris (1953)
- Die Sonne von St. Moritz (1954)
- Tűzijáték (Feuerwerk) (1954)
- Kinder, Mütter und ein General (1955)
- Escale à Orly (1955)
- Drei Männer im Schnee (1955)
- Mädchen ohne Grenzen (1955)
- Charley nénje (Charleys Tante) (1956)
- Naplemente előtt (Vor Sonnenuntergang) (1956)
- Schwarzwaldmelodie (1956)
- Die Christel von der Post (1956)
- Die verpfuschte Hochzeitsnacht (1957)
- Kindermädchen für Papa gesucht (1957)
- Nachtschwester Ingeborg (1958)
- Petersburger Nächte (1958)
- Was eine Frau im Frühling träumt (1959)
- Glück und Liebe in Monaco (1959)
- Was macht Papa denn in Italien? (1961)
- Isola Bella (1961)
- Wenn die Musik spielt am Wörthersee (1962)
- Übermut im Salzkammergut (1963)
- ...denn die Musik und die Liebe in Tirol (1963)
- Schwarzwaldfahrt aus Liebeskummer (1974)

Tv-filmek
- Villa kiadó (Villa zu vermieten) (1982)

Tv-sorozatok
- Meine Frau Susanne (1963–1964, 24 epizódban)
- A felügyelő (Der Kommissar) (1971–1976, négy epizódban)
- Nem kell mindig kaviár (Es muß nicht immer Kaviar sein) (1977, narrátor, 13 epizódban)
- Die unsterblichen Methoden des Franz Josef Wanninger (1979–1982, 60 epizódban)
- Derrick (1979–1993, négy epizódban)
- Az Öreg (Der Alte) (1980–1989, három epizódban)
- A klinika (Die Schwarzwaldklinik) (1988, két epizódban)